# Sonate K. 279
Pour la sonate de Mozart, voir Sonate pour piano no 1 de Mozart.
La sonate K. 279 (F.227/L.468) en la majeur est une œuvre pour clavier du compositeur italien Domenico Scarlatti.

## Présentation
La sonate K. 279 en la majeur est notée Andante. La sonate est un véritable labyrinthe harmonique où le compositeur visite successivement près d'une vingtaine de tonalités, usant d'enharmonies pour passer de l'une à l'autre.

## Manuscrits
Le manuscrit principal est le numéro 14 du volume V de Venise (Ms. 9776, 1753), copié pour Maria Barbara ; l'autre est Parme VII 8 (Ms. A. G. 31412).

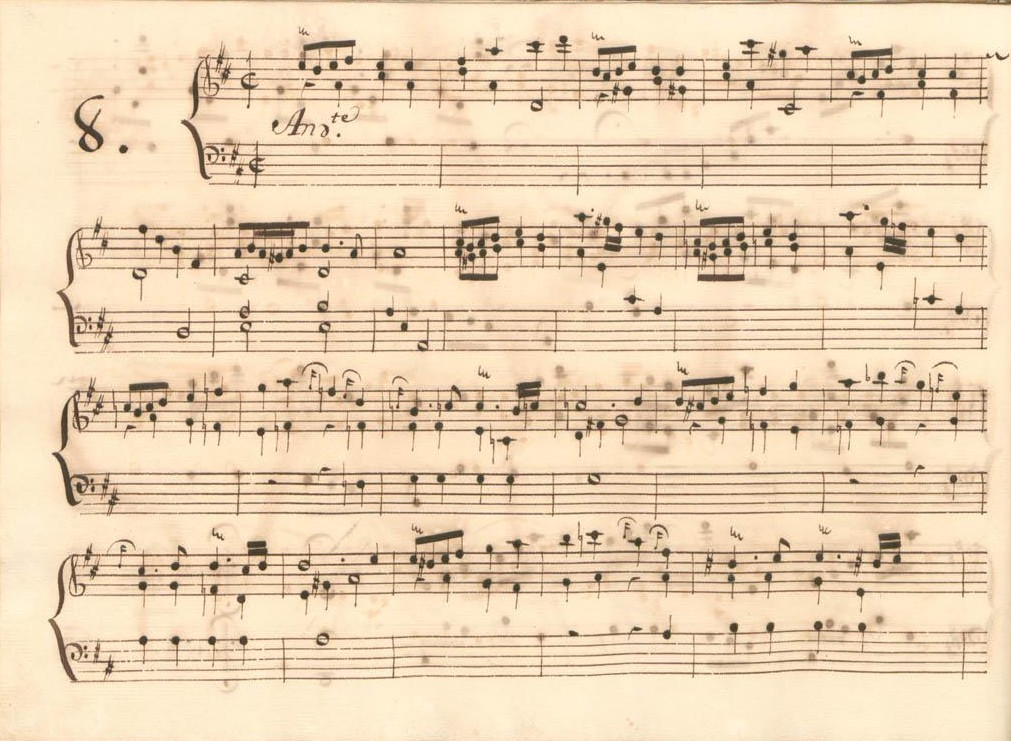
Parme VII 8.
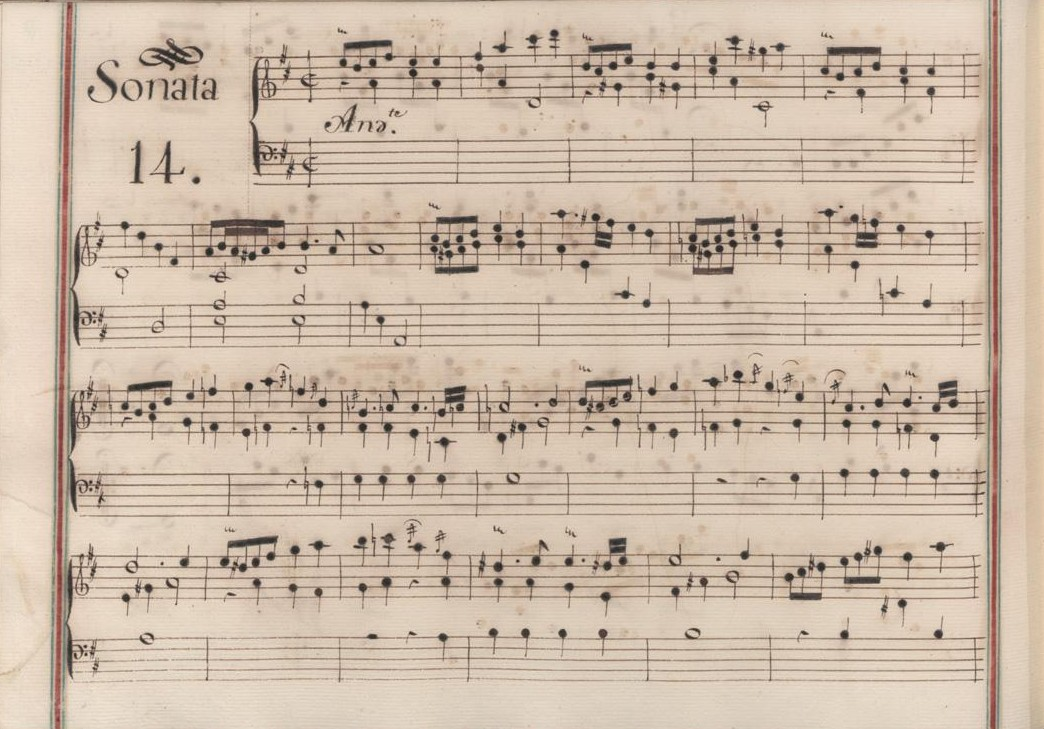
Venise V 14.
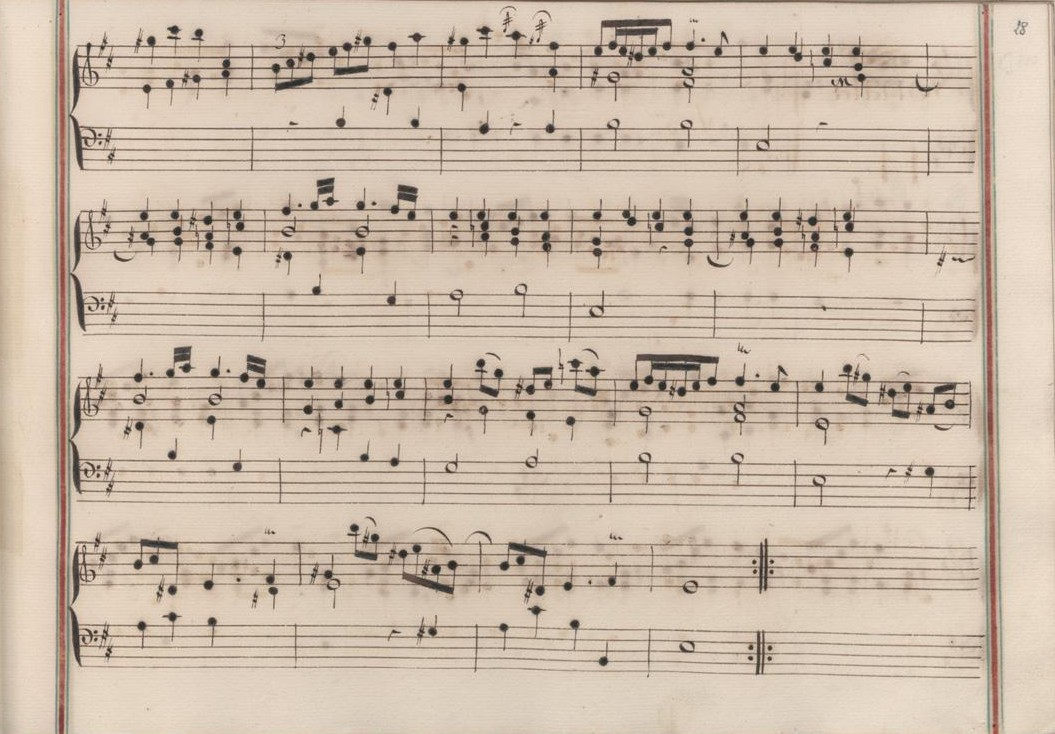
Venise V 14 (fin de la première section).

## Interprètes
La sonate K. 279 est défendue au piano, notamment par Marcelle Meyer (1947 et 1954, EMI), Carlo Grante (2012, Music & Arts, vol. 3), Anne Queffélec (2014, Mirare), Alon Goldstein (2018, Naxos, vol. 24) et Federico Colli (2019, Chandos, vol. 2) ; au clavecin par Scott Ross (1985, Erato), Richard Lester (2001, Nimbus, vol. 2), Pieter-Jan Belder (Brilliant Classics) et Pierre Hantaï (2015, Mirare, vol. 4).

## Sources
: document utilisé comme source pour la rédaction de cet article.
- Ralph Kirkpatrick (trad. de l'anglais par Dennis Collins), Domenico Scarlatti, Paris, Lattès, coll. « Musique et Musiciens », 1982 (1re éd. 1953 (en)), 493 p. (ISBN 978-2-7096-0118-4, OCLC 954954205, BNF 34689181).
- Alain de Chambure, « Domenico Scarlatti : Intégrale des sonates — Scott Ross », Erato (2564-62092-2), 1985 (OCLC 891183737) .
- (en) Carlo Grante, « Domenico Scarlatti, intégrale des sonates pour clavier (vol. 3) », Music & Arts (CD-1292), 2013 (OCLC 907929504) .